# Silo de mineral (Tharsis)
El silo de mineral de Tharsis fue una instalación de carácter minero-industrial situada en la cuenca minera de Tharsis-La Zarza, en el término municipal de Alosno, en la provincia de Huelva (España). Se trataba de un infraestructura de almacenamiento y descarga de piritas para su posterior transporte en vagones a través del ferrocarril Tharsis-Río Odiel. En la actualidad el silo de mineral se encuentra preservado como patrimonio histórico.

## Descripción
La instalación fue construida hacia 1960 para permitir el almacenamiento y descarga de mineral pirita en vagones de mercancías. Las obras corrieron a cargo de la Tharsis Sulphur and Copper Company Limited, que controlaba los yacimientos de la zona. El silo se encontraba situado en la zona de Filón Norte, junto a la complejo ferroviario de Tharsis. El cargadero recibía el mineral ya procesado desde la trituradora de la corta Filón Norte a través de una cinta transportadora de unos 250 metros de longitud. La instalación se mantuvo en servicio hasta el cese de actividad de las minas en 2000.